# Barrio San Isidro, San Luis Potosí
Barrio San Isidro är en ort i Mexiko.   Den ligger i kommunen Xilitla och delstaten San Luis Potosí, i den centrala delen av landet, 220 km norr om huvudstaden Mexico City. Barrio San Isidro ligger 889 meter över havet och antalet invånare är 187.
Terrängen runt Barrio San Isidro är bergig västerut, men österut är den kuperad. Terrängen runt Barrio San Isidro sluttar österut. Runt Barrio San Isidro är det ganska tätbefolkat, med 90 invånare per kvadratkilometer. Närmaste större samhälle är Villa Terrazas, 15,0 km öster om Barrio San Isidro. I omgivningarna runt Barrio San Isidro växer i huvudsak städsegrön lövskog.